# Knox-Shaw (cráter)

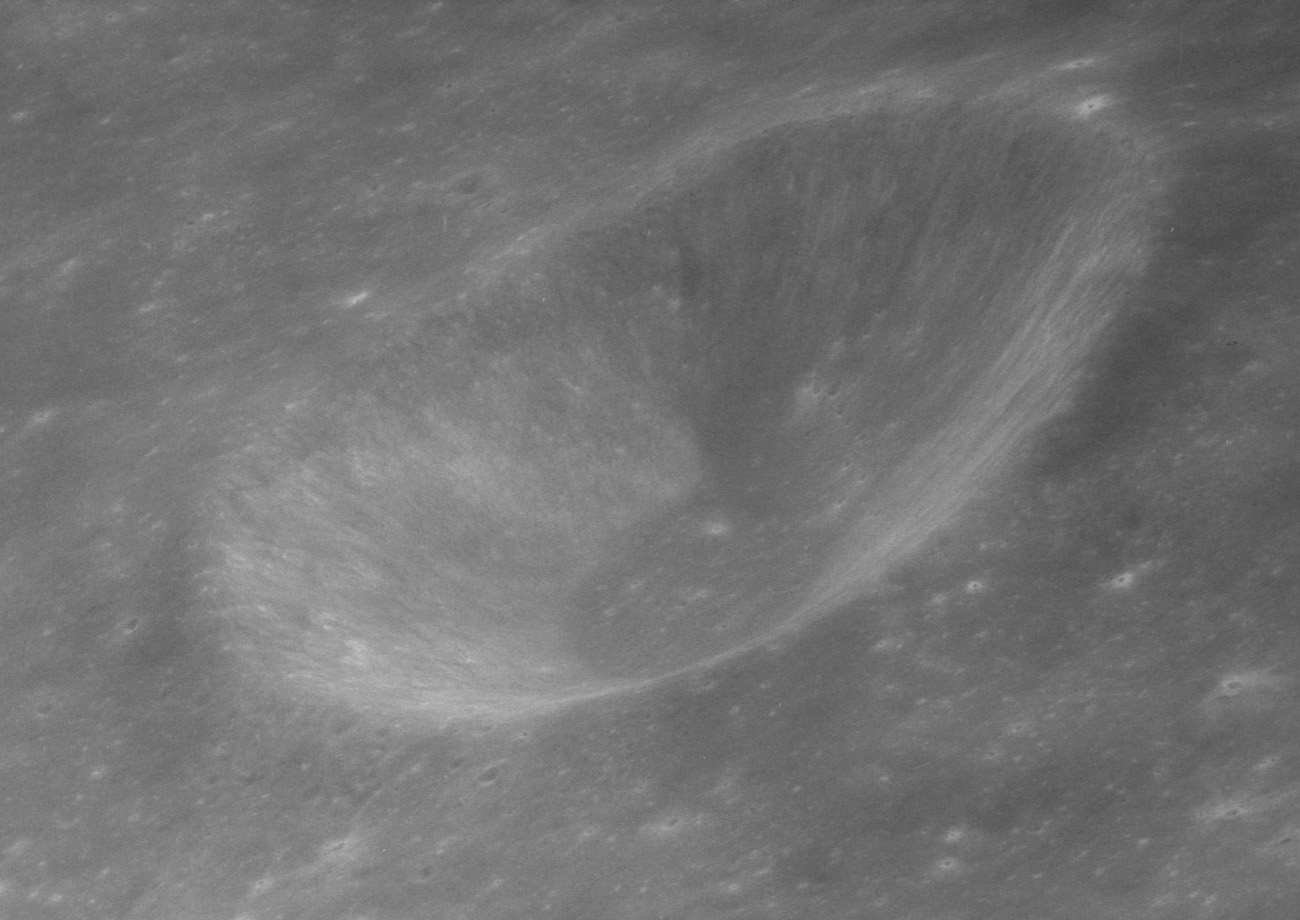
Fotografía de la misión Apolo 11

Knox-Shaw es un pequeño cráter de impacto que se encuentra cerca del terminador oriental de la Luna, en el suelo del sector este de la planicie amurallada del cráter Banachiewicz.
|  |

Knox-Shaw presenta forma de copa, muy común en gran parte de la superficie lunar. El borde es circular y las paredes interiores se inclinan hasta dejar reducido el suelo interior a una pequeña la plataforma en el punto medio. No presenta muestras de erosión significativas y carece de otras características distintivas relevantes.